# Léopard (jagare)
Léopard var en så kallad "stor jagare" ("contre-torpilleur") av Chacal-klass som byggdes för den franska flottan under 1920-talet. Hon användes som ett utbildningsfartyg i mitten av 1930-talet innan hon tjänstgjorde som konvojeskort under andra världskriget innan tyskarna invaderade Frankrike i maj 1940. Under invasionen besköt hon framryckande tyska styrkor nära den nordfranska kusten och deltog i evakueringen av Dunkerque. Efter Frankrikes kapitulation beslagtogs hon av britterna i juli och överlämnades till de fria franska styrkorna.
Léopard eskorterade konvojer i de västliga områdena av Atlanten 1940-41 innan hon under ett år byggdes om till en "eskortjagare". Hon hjälpte till att sänka en tysk ubåt innan hon befriade ön Réunion i slutet av 1942. Hon gick på grund nära Benghazi bara några veckor efter att ha förflyttats till Medelhavet i mitten av 1943. Bärgningsförsök misslyckades och hennes vrak övergavs efter att det brutits på mitten.

## Design och beskrivning
Fartygen i Chacal-klassen var utformade för att mäta sig med de stora italienska jagarna i Leone-klassen. De hade en total längd på 126,8 meter, en bredd på 11,1 meter och ett djupgående på 4,1 meter. Fartygens deplacement var 2 126 ton vid standardlast och 2 980-3 075 ton vid fullast. De drevs av två växlade ångturbiner som vardera drev en propelleraxel och använde ånga från fem du Temple-pannor. Turbinerna var konstruerade för att producera 49 000 shp (37 000 kW), vilket skulle ge fartygen en maximal hastighet på 35,5 knop (65,7 km/h). Fartygen hade 530 ton brännolja med sig, vilket gav dem en räckvidd på 3 000 nautiska mil (5 600 km) vid 15 knop (28 km/h). Besättningen bestod av 10 officerare och 187 besättningsmän i fredstid och 12 officerare och 209 besättningsmän i krigstid.
Chacal-klassens huvudbestyckning bestod av fem enkelmonterade Canon de 13 cm Modèle 1919 sjömålskanoner, ett par kanoner för och akter om överbyggnaden och en femte kanon bakom den akterliga skorstenen. Kanonerna var numrerade från "1" till "5" från för till akter. Deras luftvärnsbestyckning bestod av två Canon de 7,5 cm kanoner modell 1924 i enkelmontage placerade mittskepps. Fartygen hade två trippeluppsättningar ovanför vattnet av 55 cm torpedtuber. De var också utrustade med fyra sjunkbombskastare för vilka de bar ett dussin 100-kilograms sjunkbomber.

## Konstruktion och tjänstgöring

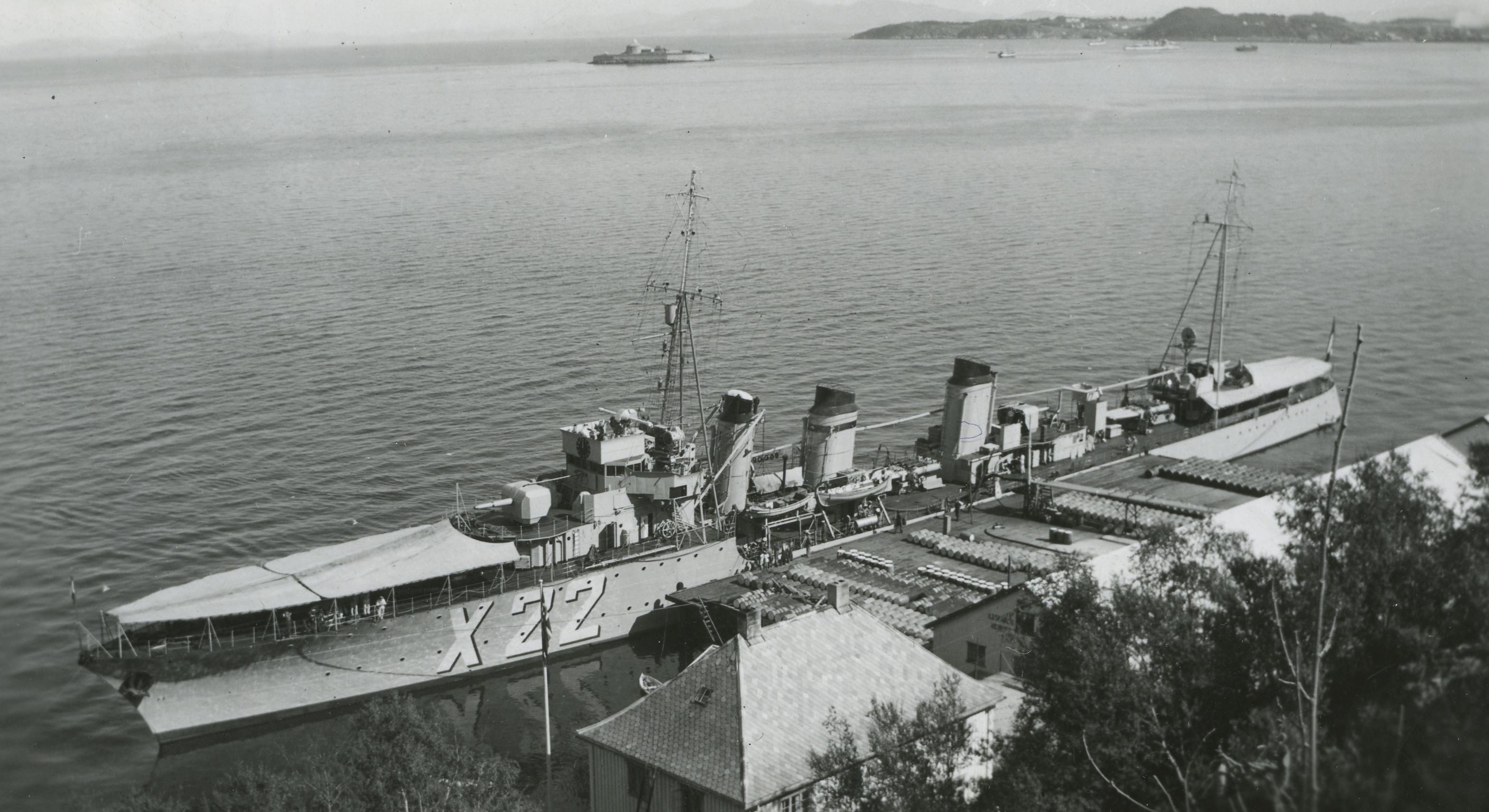
Léopard 1939

Léopard beställdes den 26 februari 1923 från Ateliers et Chantiers de la Loire. Hon kölsträcktes den 14 augusti 1923 på deras varv i Saint-Nazaire, sjösattes den 29 september 1924, färdigställdes den 13 oktober och togs i bruk den 15 november. Färdigställandet fördröjdes av problem med maskineriet och sena leveranser från underleverantörer. Léopard tilldelades 4:e lätta divisionen (Division légère) (DL) i 2:a eskadern (2ème Escadre) baserad i Brest vid färdigställandet, tillsammans med sina systerfartyg Lynx och Jaguar. De fyra sjunkbombskastarna avlägsnades 1932. Året därpå var fartyget med när flottan visades upp för Frankrikes president Albert Lebrun i Cherbourg den 20 juli 1933. Ungefär ett år senare ersattes 7,5 cm kanonerna av fyra dubbelmonterade 13,2-millimeter kulsprutor. Den 15 juli 1935 flyttades Léopard och hennes systerfartyg Chacal från 8:e DL till flottans skola (Ecole Navale) i Brest. Den 12 april 1937 ombildades den 8:e DL till 2:a stora jagardivisionen (2ème division de contre-torpeilleurs) (DCT).

### Andra världskriget
Den 7 september 1939 var Léopard inte längre en del av den 2:a DCT och tilldelades det västra kommandot (Forces maritimes de l'Ouest) för konvojeskort från oktober till maj 1940 där hon skyddade konvojer som färdades mellan Gibraltar och Brest samt Casablanca, Franska Marocko och Le Verdon-sur-Mer. I början av 1940 fick fartyget en brittisk typ 123 ASDIC installerad; dessutom återinstallerades två sjunkbombskastare, kanon nr 3 togs bort och hennes förvaring av sjunkbomber reducerades till ett dussin 200 kg och åtta 100 kg sjunkbomber för att förbättra hennes stabilitet.
Den 22 maj hade Léopard återigen tilldelats 2:a DCT när enheten fick i uppdrag att transportera sprängpatruller till de nordligaste franska hamnarna; fartyget anlände till Boulogne-sur-Mer samma kväll. Tillsammans med Chacal och åtta mindre jagare besköt Léopard framryckande tyska trupper när de närmade sig försvaret av Boulogne-sur-Mer och avfyrade slagets sista skott vid middagstid den 24 maj. Den 28 maj bildades en särskild flottilj under ledning av amiral Marcel Landriau styrd från avison Savorgnan de Brazza, med dessa fartyg och ett antal mindre enheter för att stödja den pågående evakueringen av Dunkerque.
I mitten av juni försvarade Léopard infarterna till Cherbourg och seglade till Portsmouth den 19 juni, efter att hamnen kapitulerat till tyskarna. Fartyget var fortfarande kvar där när Operation Catapult, en brittisk operation för att ta kontroll över eller oskadliggöra den franska flottans fartyg för att tyskarna inte skulle kunna lägga beslag på dem och använda dem mot britterna, inleddes den 3 juli. Den 31 augusti överlämnades hon till de fria franska sjöstridskrafterna.

#### De fria franska styrkorna
Léopard togs i bruk av de fria franska styrkorna den 3 september, men var under reparation fram till november eftersom de brittiska varven var överbelastade. Under denna tid tog britterna tillfället i akt att förbättra hennes luftvärn. En QF 4 in (10,2 cm) Mk V luftvärnskanon ersatte de två 13,2 mm kulsprutefästena på plattformen ovanför den bakre skorstenen, 13,2 mm-kulsprutorna på fördäck flyttades till positioner ovanför den främre skorstenen och ett par 40 mm Mk II "pom-pom" lätta luftvärnskanoner lades till på plattformar på sidan av den främre överbyggnaden. Efter att ha slutfört denna ombyggnad fick hon uppgiften att eskortera konvojer i de västra närområdena av Atlanten. Den 24 februari 1941 räddade Léopard 39 överlevande från ett brittiskt lastfartyg.
Den 8 maj 1941 påbörjade hon en långvarig ombyggnad till en "eskortjagare" i Kingston upon Hull. Hennes främre panna och dess skorsten togs bort och ersattes av ytterligare oljelager och ytterligare bostäder för hennes manskap. De minskade hennes maximala hastighet till 31,5 knop (58,3 km/h), men ökade hennes bränsleförråd till 780 ton vilket ökade hennes räckvidd till 4 200 nautiska mil (7 800 km) och hennes besättning till 234. Hennes två befintliga sjunkbombskastare ersattes av fyra modernare av modell Thornycroft Mk IV. Fartyget hade totalt tjugofyra 191-kilograms Mk VII lätta sjunkbomber. För att kompensera för vikten av de extra sjunkbomberna togs hennes akterliga torpedtuber bort. 10,2 cm kanonen ersattes av en enda 20-millimeter Oerlikon lätt luftvärnskanon och två andra ersatte "pom-pom"-kanonerna. Dessa flyttades till positioner på övre däck som tidigare hade upptagits av 7,5 cm-kanonerna och ytterligare en kanon lades till ovanpå den akterliga överbyggnaden. Ett par fyrdubbla fästen för Vickers 12,7 mm kulsprutor lades till på den främre överbyggnaden. En typ 291 sökradar lades också till.

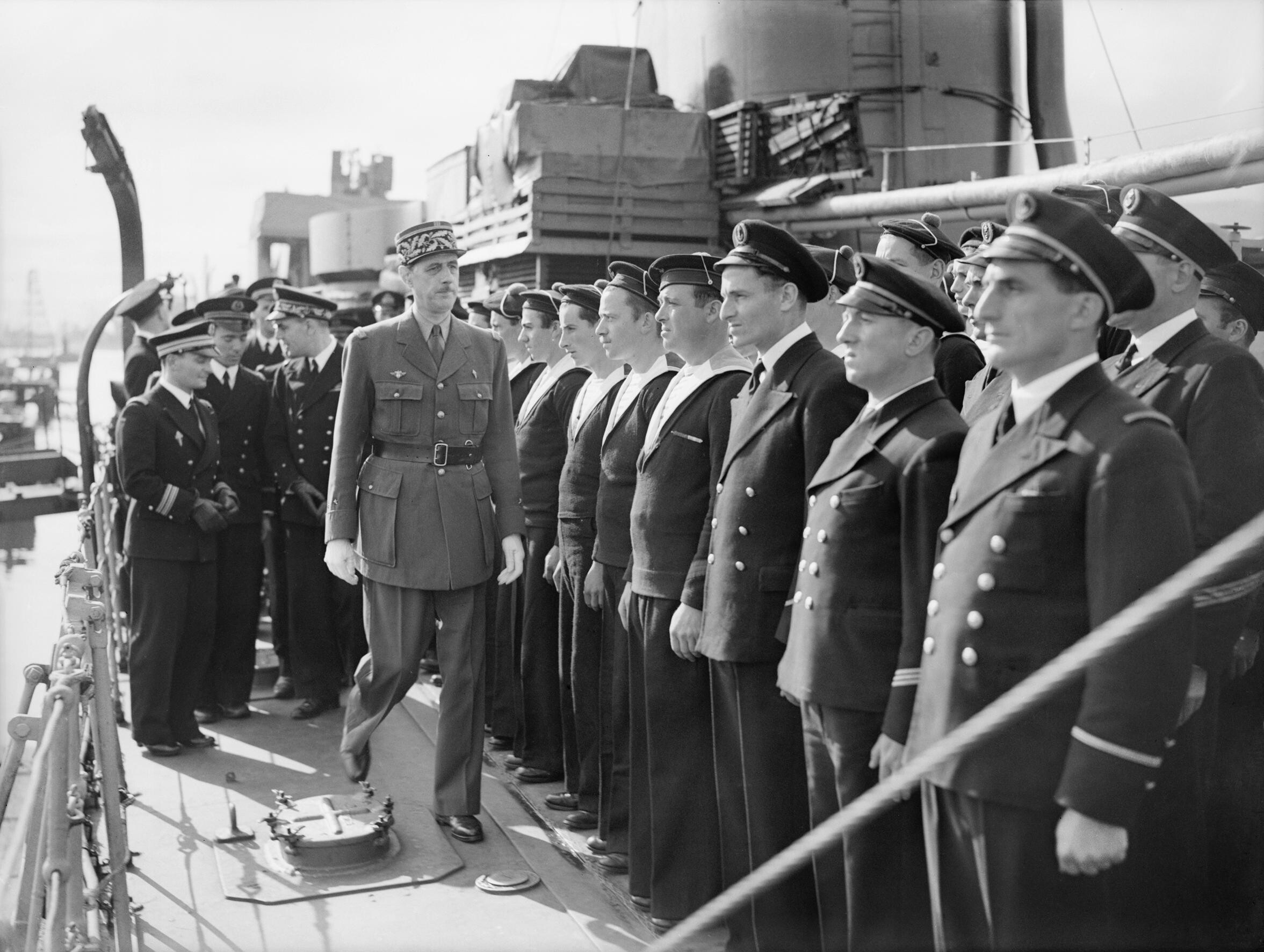
General Charles De Gaulle ombord Léopard, den 24 juni 1942

När fregatten HMS Spey eskorterade Konvoj OS33 den 11 juli 1942 upptäckte hon den tyska ubåten U-136 på ytan och genomförde flera attacker efter att ubåten dykt. Léopard anslöt sig till henne, liksom slupen HMS Pelican och de sänkte ubåten vid koordinaterna 33°28′N 23°28′W. Nästa dag kolliderade Léopard med slupen HMS Lowestoft och fick sin bog förstörd av det brittiska fartyget. Hon reparerades i Sydafrika mellan september och oktober.

#### Réunion
Léopard hade valts ut för att övertyga Vichy-regeringen på Réunion om att ansluta sig till de fria fransmännen i juni, men kollisionen och de efterföljande reparationerna försenade uppdraget. Natten mellan den 27 och 28 november anlände hon till ön med 80 soldater ombord. De landsattes framgångsrikt och tog kontroll över Saint-Denis, öns huvudstad, även om guvernören flydde in i inlandet. Ett kustförsvarsbatteri attackerade fartyget och hon sköt tillbaka, med förluster på båda sidor. Vichy-styrkorna kapitulerade den 30:e och Léopard förblev i Indiska oceanen och eskorterade konvojer fram till mars 1943.
Hon renoverades därefter kortvarigt i Diégo-Suarez på Madagaskar från den 13 mars till mitten av april, då hon förflyttades till Medelhavet. Léopard anlände till Alexandria i Egypten den 12 maj och ledde en konvoj till Malta kort därefter. Hon lämnade Malta den 24 maj med en konvoj som återvände till Alexandria och gick oavsiktligt på grund nära Benghazi tre dagar senare efter att flygattacker stört konvojen. De allierade försökte få henne sjöduglig igen genom att täta skadade områden med cement och muddra en kanal tillbaka till havet. Vädret blev sämre och vraket bröts i två delar i en storm den 19 juni och förklarades som en totalförlust den 1 juli.